# Uzbrojony trawler

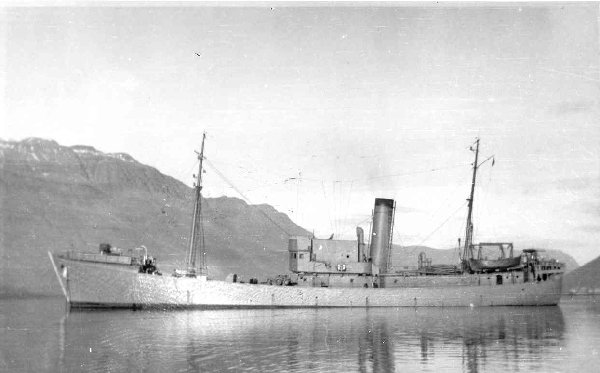
Trawler wojenny KNM "Honningsvåg"

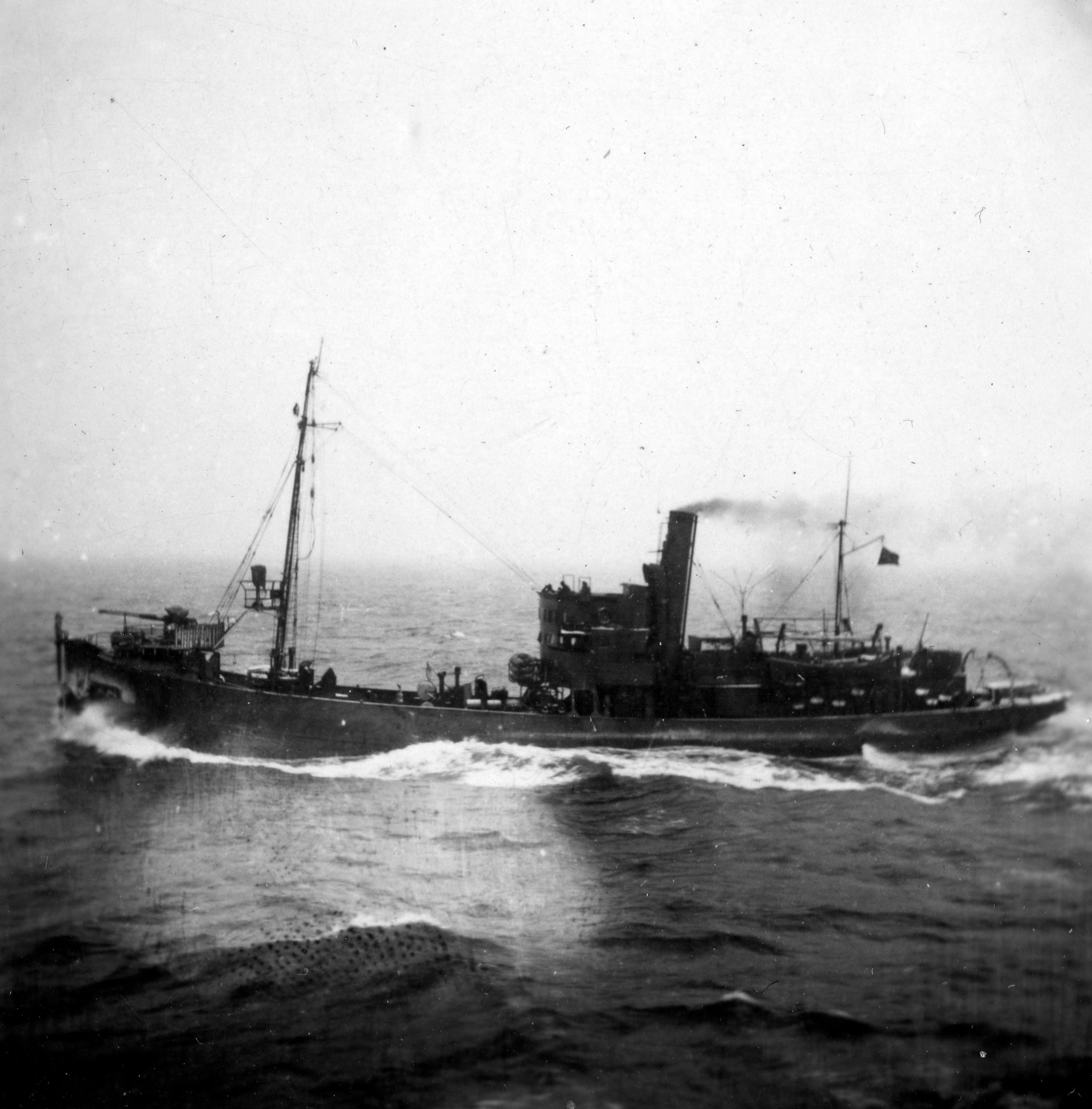
Trawler w roli niemieckiego pomocniczego patrolowca (Vorpostenboot)

Uzbrojony trawler – klasa okrętów zbudowanych na bazie rybackich trawlerów przystosowanych do celów militarnych, używanych głównie do zadań patrolowych, eskortowych i zwalczania okrętów podwodnych.
Uzbrojone trawlery były używane przeważnie w czasie wojny, będąc na ogół jednostkami tylko doraźnie przystosowywanymi do celów militarnych. Szeroko używano ich podczas I i II wojny światowej. Trawlery były mocnymi statkami, mogącymi pływać na pełnym morzu w szerokim zakresie warunków pogodowych, a ich stosunkowo duże rozmiary umożliwiały instalowanie uzbrojenia, w tym artylerii. W okresie wojny często przebudowywano je na trałowce, służące do oczyszczania akwenów z min morskich. Dodanie hydrolokatorów i wyposażenie w bomby głębinowe czyniło z trawlerów skuteczny okręt zwalczania okrętów podwodnych. Okręty te służyły ponadto w ochronie miejsc połowów przed okrętami podwodnymi oraz samolotami wroga.
Także obecnie niektóre kraje posiadają uzbrojone trawlery do ochrony swoich statków rybackich.
Prawdopodobnie ostatnią – i jedną z niewielu powojennych – konstrukcją uzbrojonego trawlera, przystosowanego do współczesnych wymogów, jest radziecki okręt nr 225 projektu 502GM (typ Majak) z 1989, którego uzbrojenie stanowią wyrzutnie rakietowych bomb głębinowych RBU-1200 i torped przeciw okrętom podwodnym 406 mm.